# Красненьке (Рибницький район)
Красненьке (рос. Красненькое; рум. Crasnencoe) — село в Рибницькому районі в Молдові (Придністров'ї).
Згідно з переписом населення 2004 року у селі проживало 71,9% українців.